# 겜블 (1999년 영화)
《겜블》(영어: Rogue Trader, 로그 트레이더)은 1999년 개봉한 영국의 전기 드라마 영화이다.
영화 '겜블'은 바링스 은행의 젊은 직원 닉 리슨의 실화를 바탕으로 한다.

## 줄거리
인도네시아에서 성공적인 근무를 마친 닉은 싱가포르 지점의 거래 책임자로 발령받아, 뛰어난 실력으로 순식간에 은행의 핵심 트레이더로 성장한다. 하지만 겉으로 보이는 모습과는 달리, 닉은 '88888'이라는 오류 계좌를 통해 거액의 손실을 은폐하며 은행 자금을 도박처럼 투자하기 시작한다. 런던 본사에서는 이러한 사실을 제대로 인지하지 못한 채 방관한다.
점점 불어나는 손실은 결국 8억 파운드를 넘어섰고, 닉은 아내 리사와 함께 싱가포르를 떠나 말레이시아로 도망친다. 그러나 그는 언론을 통해 바링스 은행이 파산했다는 소식을 접하고 자신의 잘못을 깨닫는다. 부부는 런던으로 돌아가려 하지만, 닉은 프랑크푸르트에서 체포되어 싱가포르로 송환된다. 닉은 6년 6개월의 징역형을 선고받고 수감 생활을 하게 되고, 그 사이 아내 리사는 그와 이혼한다. 설상가상으로 닉은 대장암 진단까지 받게 되면서 결국 형기를 채우지 못하고 석방된다.

## 출연
- 이완 맥그리거 - 닉 리슨 역
- 애나 프릴 - 리사 리슨 역
- 팀 매키너니
- 존 스탠딩
- 이브 베네통
- 베치 브랜틀리

## 우리말 녹음
MBC 성우진
- 안지환 - 닉 리슨(이완 맥그리거)
- 오주연 - 리사 리슨(애나 프릴)
- 권혁수
- 안정현
- 이성
- 김용준
- 김아영
- 최석필
- 최한
- 박신희
- 이원찬
- 문남숙
- 조현정
- 방성준
- 정재헌